# Скопа (игра)
Скопа (итал. Scopa) је италијанска карташка игра која се игра шпилом од 40 карата са вредностима од 1 до 10. Назив игре се односи на чињеницу да победник обично узме већину карата у игри, а затим их „помете“ (итал. fare scopa = помести).

## Увод
Изгледа да Скопа је постојала у целој Италији већ 18. века.
У прошлости игра Скопа је била веома популарна у граду Напуљ. Изгледа да је настао од двије игре Шпанског порекла.
Шпил се састоји карата од 1 (asso, ас) до 7, фанат (J, fante), коњ или жена (Q, cavallo или donna) и краљ (K, re) знакова дијамант (quadri), пик (picche), срце (cuori) и свет (fiori). Могу да играју од 2 до 4 играча. У том случају играчи могу да играју у пару.

## Игра

#### Развој игре
Дилер дели три карата сваком играчу, затим постави четири видљивих карата на столу. Сваки пут када сви играчи одиграју једну карту сви покупе једну карту тако да увек сви имају 3 карата. Сваки играч, када баци једну карту, може да покупи и спреми само једну те исте вредности или зброј две или више карата да добије вредност бачене карте. Ако су на столу и карта исте вредности и сума више њих, играч мора да покупи једну карту исте вредности. Ако играч игра карту вредности целог стола освојио је један поен и урадио је Скопу. За осначити је се ставља карта на наопако у власништву шпил. 

#### Поени
На крају сваке рунде, мора да се израчуна свачији поени:
- Скопе: свака Скопа вреди један поен.
- Карте: играч који је скупио највише карата освој један поен. (Ако играју два играча, играч са више од 21 карата је добитник поена)
- Дијаманти (итал. Ori или Denari): играч или пар који је скупио највише дијаманта (најмање 6) освој један поен.
- Лепа Седмица (итал. Sette Bello) играч или екипа која је скупила седмицу дијаманта освој један поен.
- Примјера (итал. Primiera или Settanta) играч или екипа који скупи највећи резултат карата од 1 (ас) до 7 после што се зброје, освој један поен. (По обичају, ако неко има све четири седмице је освојио Примјеру).
- Напола (итал. Napola): у варијанти Скопа Аса (итал. Scopa d'assi), играч који оствари низ дијаманта барем од 1 до 3, освој онолико поена колико има карата у низу. Ако освој све карте од Аса до Краља онда је добио селу игру.

#### Поведа
Када играч сврши 31 поена је добио игру.